# Il mio mondo
Il mio mondo is een single van Umberto Bindi. Van Umberto Bindi verschenen destijds geen albums, maar uitsluitend EPs. Er is een EP bekend waarop Il mio mondo gecombineerd is met de voorgaande single Un ricordo d’amor en haar B-kant. Il mio mondo in een arrangement van Luis Enriquez klinkt ingetogen en soms wat vals. Het zal vrijwel niemand iets zeggen, behalve dan in Italië, thuisland van Bindi.
De royalty's beginnen echter vrijwel direct via een andere weg binnen te stromen. Carl Sigman schreef in 1964 een vertaling onder de titel You're my world. Het lied wordt in deze versie door talloze artiesten opgenomen.